# Canaquinumabe
Canaquinumabe (nome comercial Ilaris) é um fármaco aprovado pelo FDA em 2013 utilizado para o tratamento da  artrite idiopática juvenil sistêmica ativa. Trata-se de um inibidor de interleucina-1 beta.